# Sehvan
Sehvan (sindi سيوهڻ شريف; urdujsko سہون شریف; običajno imenovan tudi Sehvan Šarif ali Plemeniti Sehvan) je zgodovinsko mesto v okrožju Džamšoro province Sind v Pakistanu, ki stoji na zahodnem bregu reke Ind 130 km severozahodno iz Hiderabada. Mesto je znano po tem, da je dom enega najpomembnejših pakistanskih sufijskih svetišč, svetišča Lal Šahbaza Kalandarja. Mesto ima tudi status taluke v okrožju Džamšoro. Prej je bil del okrožja Dadu; vendar se je z ustanovitvijo okrožja Džamšoro Sehvan povezal z njim.
Sehvan je med najpomembnejšimi duhovnimi središči v Pakistanu, poleg drugih cenjenih svetišč, kot so svetišče Abdulaha Šaha Ghazija v Karačiju, kompleks Data Durbar v Lahoreju, Bari Imam v Noorpur Šehanu blizu Islamabada in veličastne grobnice sufijev Suhravardi v Multanu.

## Zgodovina
Sehvan je eno najstarejših krajev v Sindu. Nekateri zgodovinarji menijo, da to mesto izvira iz obdobja preroka Šeesa, Adamovega sina, zato se je imenovalo Šeestan, Sevistan in na koncu Sehvan. Syed Muhibulah, avtor Kratke zgodovine Sinda ugotavlja, da je bilo Sehvan ime Hamovega pravnuka (Noetov sin). Vendar pa obstajajo tudi različni drugi pogledi na nomenklaturo Sehvan. William Dalrymple predlaga, da ime izhaja iz Šivistan, po Šivi. Pomemben zgodovinar Molai Sheedai piše v svoji knjigi Tarikh-e-Tamadan-e-Sind, da so Sehvan zgradili Sevi Arjas in se je zato imenoval Sevistan. Drugo mnenje je, da je bilo ime Sindomana, ime, ki je dobro omenjeno v grški literaturi. Sindu-mán je sanskrtska beseda, ki pomeni 'posestnik (prestolnice ali Raja) Sindh', kar je sinonim Sindhu-vàn. Slednje se je v običajnem govoru morda omehčalo v sodobni Seh-van. Sindomana je bila prestolnica kralja Sambosa, ki ga je leta 326 pr. n. št. premagal Aleksander. Velik stolp, imenovan Kafir Qila (grad poganov), stoji severno od mesta.
Sehvan je osvojil Mohamed bin Kasim leta 711 od sina kralja Dahirja in tri stoletja kasneje Mahmud iz Gaznija leta 1026. V vseh poznejših dinastičnih bojih Sinda je imel Sehvan še naprej vidno vlogo. Zaporedoma so ga imeli Sumrahi, Summasi, Arguni in Tarkani. V času kraljestva Thatta je služil kot prestolnica. Mogulski cesar Humajun je na poti v Umarkot leta 1542 naredil neuspešen poskus, da bi ga zavzel, vendar je končno padel v roke njegovemu sinu Akbarju v 1590-ih. Po Mogulih so mu vladali Kalhori in Talpurji.

## Pomembna mesta
Mesto je znano po sufijskem zavetniku Lalu Šahbazu Kalandarju, ki je tam živel v 13. stoletju.
Svetišče Lal Šahbaza Kalandarja vsako leto privabi več sto tisoč obiskovalcev. Poleg tega je v Sehvanu tudi svetišče Muršida Nadir Ali Šaha, pomembnega duhovnega potomca Lala Šahbaza Kalandarja, kjer veliko ljudi 24 ur na dan streže brezplačne obroke. Drug znan kraj je obrnjeno mesto. Poleg tega je jezero Mančar, največje sladkovodno jezero v Pakistanu, blizu Sehvan Šarifa.

## Gospodarstvo
Gospodarstvo Sehvana obsega raznoliko paleto virov dohodka in gospodarskih dejavnosti, ki vzdržujejo lokalno prebivalstvo. Med temi viri dohodka so pomembni:
1. Kmetijstvo je temeljni steber lokalnega gospodarstva. Kmetje v regiji gojijo različne poljščine, vključno s pšenico, rižem, bombažem, sladkornim trsom in zelenjavo.
2. Živinorejski sektor, ki zajema govedo, koze in perutnino, pomembno prispeva h gospodarstvu. Prihodke ustvarja s prodajo mlečnih izdelkov, mesa in perutnine.
3. Romarski in verski turizem: Sehvan je znan po tem, da gosti svetišče Lal Šahbaza Kalandarja, čaščenega sufijskega svetnika. Romarji in turisti obiščejo svetišče, njihove donacije, ponudbe in pokroviteljstvo lokalnih podjetij pa skupaj krepijo lokalno gospodarstvo.
4. Trgovina: v mestu je živahna tržnica, kjer se trguje z različnimi izdelki. Lokalna podjetja, vključno s trgovinami in tržnicami, prispevajo h gospodarski dejavnosti.
5. Rokodelstvo: lokalni rokodelci izdelujejo tradicionalne sindške obrti, kot so keramika, vezeni tekstil in nakit, ki najdejo kupce lokalno in med turisti.
6. Strateška lokacija Sehvana kot prometnega središča omogoča trgovino in podjetja, povezana s prevozom.
7. Izobraževalne ustanove, vključno s šolami in fakultetami, ponujajo zaposlitvene možnosti, medtem ko storitveno usmerjena podjetja skrbijo za potrebe skupnosti.
8. Zaposlitev v državni upravi, ki vključuje šole, zdravstvene ustanove in upravne urade, služi tudi kot pomemben vir preživetja za lokalno prebivalstvo.

Gospodarstvo Sehvana, tako kot gospodarstvo mnogih regij, zaznamuje zlitje tradicionalnih in sodobnih sektorjev, ki se razvijajo, da bi zadovoljili potrebe svojih prebivalcev.

## Incident
Dne 16. februarja 2017 je samomorilski napadalec sprožil eksplozijo v svetišču Lal Šahbaza Kalandarja, pri čemer je umrlo najmanj 83 ljudi in bilo ranjenih čez 300. Napad se je zgodil med molitvijo. Bombardiranje se je zgodilo v 800 let starem svetišču. Kasneje je odgovornost za ta teroristični napad prevzel ISIS, ki je izjavil, da je njihov 'mučenik' razstrelil jopič v priljubljenem šiitskem svetišču. Službe v svetišču so se nadaljevale naslednji dan v znak kljubovanja teroristom, medtem ko so se vodilni pakistanski izvajalci nekaj dni kasneje udeležili tradicionalnega sufijskega vrtenega plesa v svetišču kot protest proti radikalnim islamističnim storilcem.

## Sehvan in njegov odnos z Mohamedom Bin Kasimom in sultanom Mehmedom Ghaznavijem
Sehvan je osvojil Mohamed bin Kasim, ko je prišel v Sind leta 711 n. št.. Po 200 letih ga je osvojil sultan Mahmed Ghaznavi. Na poti v Umerkot je mogulski kralj Humajun poskušal osvojiti to mesto, vendar mu ni uspelo, kasneje je njegov sin Akbar osvojil Sehvan.